# Kostel svatého Jiří (Lomnice)
Kostel svatého Jiří v obci Lomnice (okres Bruntál) je farní kostel postavený v roce 1622, upraven po roce 1854 a kulturní památka České republiky.

## Historie
První písemné zmínky o obci pochází z roku 1317 a o kostelu z roku 1351. Původní dřevěný kostel stál v místě fary. V roce 1556 byl postaven nový luterský dřevěný kostel, který byl (kolem roku 1590) v době velké epidemie údajně zapálen. V roce 1608 byl postaven nový zděný kostel, který v roce 1854 vyhořel. Postupné opravy určily jeho současný vzhled. V roce 2013 byla natřena plechová střecha kostela. Kostel je obklopen hřbitovem a kamennou hřbitovní zdí.
Farní kostel patří pod Děkanát Bruntál.

## Popis
Jednolodní orientovaná zděná stavba s odsazeným závěrem. Na severní straně kněžiště se přimyká čtyřboká sakristie. K západnímu průčelí je přisazena hranolová věž zakončená stanovou střechou. Do kostela se vchází z jižní strany přes malou předsíň, která má profilovaný portál s půlkruhovým zakončením.
Nad vchodem do kostela je umístěná pískovcová deska s vytesaným nápisem a dvěma znaky Kobylků z Kobylího a Ederové ze Štiavnice.

### Interier
Původní interiér byl zničen požárem v roce 1854. Varhany byly v roce 1762 nahrazeny novými, které vyrobil varhanář z Andělské Hory, byly zničeny při požáru v roce 1854. V roce 1915 byly pořízeny nové varhany u krnovské varhanářské firmy Rieger-Kloss. V roce 1998 byl kostel vykraden.

### Zvony
V roce 1616 byly pořízeny dva zvony, které odlil A. Straub, zvonař z Olomouce. Oba zvony byly poškozeny v roce 1667 úderem blesku. Nové zvony byly odlity v roce 1673.
Zvon z roku 1673 byl zničen při požáru v roce 1854. Na krku nesl nápisy Sancta Maria ora pro nobis a T. H. Habelius. Zvon odlil opavský zvonař Kristián Hofmann.
V roce 1762 byla na věži opravená střecha a instalována zvonkohra. Zničeno při požáru v roce 1854.
Zvon z roku 1854 nesl nápisy na čepci S. JOANNES BAPTISTA ORA NOBIS a na věnci A LEOPOLDO FRANCISCO STANKE OLOMUCII FUSA 1854. - THEKLA ZIMMER. Byl odlit jako náhrada za zničené zvony při požáru v roce 1854 olomouckým zvonařem Leopoldem Františkem Stankem. V době druhé světové války asi v roce 1942 byl rekvírován.
Zvon z roku 1862 měl průměr 65 cm, nesl reliéf sv. Jiřího a nápis HEILIGE GEORG BITTE FÜR UNS. a AUF KOSTEN DES RELIGIONFONDES GEGOSSEN UNTER DEM HOCH. PFARRER JOHANN BEYER VON L(EOPOLD) F(RANZ) STANKE IN OLMÜTZ 1862. Zvon byl odlit zvonařem Stankem náhradou za zničené zvony v roce 1854. V době první světové války 17. října 1916 byl rekvírován.
Zvon z roku 1863 měl průměr 82 cm, nesl nápisy HEILIGE MARIA DU UNBEFLECKTE MUTTER DES HERRN BITTE FÜR UNS. a AUF KOSTEN DES RELIGIONSFONDES UNTER DEM H. H. PFARRER JOHANN BEYER GEGOSSEN VON L(EOPOLD) F(RANZ) STANKE IN OLMÜTZ 1863. Zvon byl odlit zvonařem Stankem. V době první světové války 17. října 1916 byl rekvírován. 
Náhradní zvon z roku 1920 byl odlit z ocelolitiny v ocelárně ve Vítkovicích, jako náhrada za rekvírované zvony v první světové válce. Zvon je funkční, ale nepoužívá se. Nese nápis ZU EHREDEN DES JUNGFRAU MARIA A(NNO) D(DOMINI) 1920.
Zvon z roku 1929 vážil 270 kg byl odlit zvonařskou firmou Richard Herold v Chomutově. Nesl text GEWIDMET VON KARL ÖSTERREICHER UND FREIWILIGEN SPENDERN. HEILIGE GEORG BITT FÜR UNS. V době druhé světové války asi v roce 1942 byl rekvírován.